# Liste des maires de Trappes
Cet article dresse la liste des maires de Trappes de 1790 à aujourd'hui.

## Liste des maires
| Période      | Période      | Identité                    | Étiquette            | Qualité                                                        |
| ------------ | ------------ | --------------------------- | -------------------- | -------------------------------------------------------------- |
| octobre 2021 | 2026         | Ali Rabeh                   | G·s                  | Assimilé aux cadres administratifs et commerciaux d'entreprise |
| juillet 2020 | août 2021    | Ali Rabeh                   | G·s                  | Assimilé aux cadres administratifs et commerciaux d'entreprise |
| mars 2001    | juillet 2020 | Guy Malandain               | Ex-PS                | Ingénieur du génie civil                                       |
| 1996         | 2001         | Jacques Monquaut            | PCF                  | Informaticien, ancien maire de Bois-d'Arcy (1977-1983)         |
| 1966         | 1996         | Bernard Hugo                | PCF                  | Professeur et sénateur (1977-1986)                             |
| 1953         | 1966         | Robert Gravaud              | PCF                  | Syndicaliste                                                   |
| 1944         | 1953         | Jean Fourcassa              | PCF                  | Cheminot                                                       |
| 1944         | 1944         | Levrault                    | Comité de Libération |                                                                |
| 1940         | 1944         | Bourguignat                 | Vichyste             | Directeur d'une scierie                                        |
| 1940         | 1940         | Reverdy                     | Délégation spéciale  | Buraliste                                                      |
| 1929         | 1940         | Jean Fourcassa              | PCF                  | Cheminot                                                       |
| 1925         | 1929         | Bruno Dubron                |                      |                                                                |
| 1919         | 1923         | Léon Hennet                 |                      |                                                                |
| 1900         | 1919         | Vincent Pluchet             |                      | Ancien cultivateur                                             |
| 1896         | 1900         | Étienne Audiau              |                      |                                                                |
| 1883         | 1896         | Léon Hennet                 |                      | Sous-chef aux archives de guerre                               |
| 1881         | 1883         | Vital Caumont               |                      |                                                                |
| 1876         | 1881         | Jules Lahausse d'Issy       |                      |                                                                |
| 1874         | 1876         | Émile Pluchet               |                      | Cultivateur                                                    |
| 1872         | 1874         | Jules Lahausse d'Issy       |                      |                                                                |
| 1847         | 1871         | Émile Pluchet               |                      | Cultivateur                                                    |
| 1838         | 1846         | Michel Dumouchel            |                      |                                                                |
| 1812         | 1837         | Vincent Charlemagne Pluchet |                      | Cultivateur                                                    |
| 1808         | 1811         | Gaspard Dailly              |                      | Cultivateur                                                    |
| 1800         | 1808         | Jean-Baptiste Desrues       |                      | Maître des postes                                              |
| 1796         | 1800         | Gaspard Dailly              |                      | Cultivateur                                                    |
| 1794         | 1796         | Jean Blancan                |                      | Mâitre maçon                                                   |
| 1793         | 1794         | Michel Seurin               |                      |                                                                |
| 1792         | 1793         | Jean-Honoré Huant           |                      | Voiturier et bedeau                                            |
| 1790         | 1792         | Jacques Huant               |                      |                                                                |

## Pour approfondir